# Tente Sibley

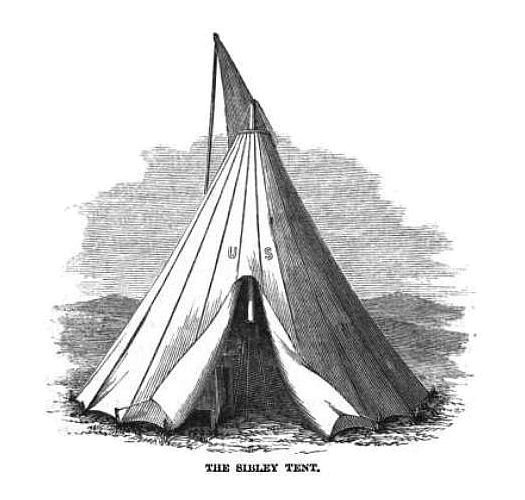
Représentation d'une tente Sibley.

Une tente Sibley est un type de tente inventé en 1857 par Henry Hopkins Sibley, alors officier de la United States Army. De forme conique, elle ressemble aux tipis des Nord-Amérindiens mais n'est pourvue que d'un seul mât central reposant sur un trépied. Sous ce trépied était généralement placé un poêle en tôle également de forme conique, appelé poêle Sibley, dont la fumée s'échappait par une ouverture au sommet de la tente. 
Haute d'environ trois mètres pour un diamètre de cinq mètres, elle pouvait abriter une douzaine de soldats. Bien que confortable et d'une importante capacité, elle était lourde et encombrante et fut peu à peu abandonnée par l'armée américaine.